# Kærtidsel
Kærtidsel (Cirsium palustre), ofte skrevet kær-tidsel, er en 80-150 centimeter høj plante i kurvblomst-familien. Den rødbrunt anløbne stængel har tornede vinger af de nedløbende blade. De purpurrøde blomster sidder i små kurve, der er samlet i tætte klynger i spidsen af stænglen.

## Beskrivelse
Kærtidsel er toårig urt, der første år danner en stor roset af fjersnitdelte blade og andet år danner en stift opret, rødbrunt anløben stængel, der kun er grenet mod spidsen. Hele planten er stærkt tornet. De linje-lancetformede, fjerfligede blade, der ofte har en mørk rand, er nedløbende og danner derfor vinger på stænglen. De 1-1,5 centimeter brede, ustilkede kurve med purpurrøde blomster er samlet i hovedformede stande i spidsen af stænglens grene. Frugten har fjerformet fnok.

## Udbredelse
Arten er udbredt i Europa, Nordafrika og Vestasien.
I Danmark er kærtidsel temmelig almindelig i moser, på fugtige enge og i skovrydninger. Den blomstrer i juni til august.